# Акты Московского государства 1548 года
Царствование: 1533—1584 — Иван IV Васильевич Грозный

## Акты Московского государства 1548 года
- 1 января — жалованная грамота старицкого князя Владимира Андреевича Троице-Сергиеву монастырю о недопустимости живущих в Старицком уезде монастырских крестьян наместникам и тиунам, об освобождении их от пошлин и повинностей и о ежегодном за то сборам с них в княжескую казну оброка.
- 2 февраля — жалованная (подтвердительная) не судимая грамота царя Ивана Васильевича Сунбулову Степану Фёдоровичу на его вотчину половину сельца Якимовское в Старицком стане и селища Зимино в Кобыльском стане Рязанского уезда.
- 20 марта — царская льготная грамота об освобождении на четыре года от податей и повинностей отчины с поместьем путного ключника Дурова Василия Ивановича.
- 21 июня — статья об установлении общей памяти по усобшим.
- 20 июля — царская жалованная грамота Арским князьям на поместье в Вятском уезде оставшееся после умершего брата их татарина Мусы.
- 23 июля — указная грамота царя Ивана Васильевича в Тотьму наместнику Глебову Назару Семёновичу о проверке отчётности Тотемского яма и передаче дел вновь избранным ямщикам.
- 17 августа — уставная грамота отчины Соловецкого монастыря.
- 30 ноября — царская жалованная грамота Переславскому Данилову монастырю о без пошлинном по городам пропуске пятидесяти монастырских подвод и о ежегодной дачи оному руги.